# Tillandsia turquinensis
Tillandsia turquinensis là một loài thực vật có hoa trong họ Bromeliaceae. Loài này được K.Willinger & Michálek miêu tả khoa học đầu tiên năm 1989.